# Gomesa imperatoris-maximiliani
La Gomesa imperatoris-maximiliani  es una especie de orquídea epifita. Es nativa del sudeste de Brasil.

## Descripción
Es una orquídea de pequeño tamaño de hábitos epífita con grandes pseudobulbos ovoides, fuertemente comprimidos, agrupados, profundamente surcados con el tiempo, están parcialmente envueltos en secas brácteas escariosas. Tienen de 2 a 3 hojas apicales, grandes, coriáceas, oblongo-lanceoladas, agudas por encima, por debajo atenuadas. Florece en una inflorescencia erecta o arqueada de 75 cm de largo, con 40 a 80 flores, muy ramificada. La floración se produce en el otoño y el invierno. 

## Distribución y hábitat
Se encuentra en estado de Minas Gerais de Brasil a una altitud de 900 a 1200 metros. 

## Taxonomía
Gomesa imperatoris-maximiliani fue descrita por (Rchb.f.) M.W.Chase & N.H.Williams y publicado en Ann. Bot. (Oxford) 104: 397 2009.
Etimología
Gomesa: nombre genérico que fue otorgado en honor al botánico portugués Bernardino Antonio Gomes.
imperatoris-maximiliani: epíteto
Sinonimia
- Anettea crispa (Lodd. ex Lindl.) Szlach. & Mytnik, Polish Bot. J. 51: 50 (2006).
- Brasilidium crispum (Lodd. ex Lindl.) Campacci, Colet. Orquídeas.

- Oncidium imperatoris-maximiliani Rchb.f. in H.R.von Fernsee Wawra, Bot. Ergebn.: 154 (1866).
- Anettea imperatoris-maximiliani (Rchb.f.) Szlach. & Mytnik, Polish Bot. J. 51: 50 (2006).[2]